# 60669 Georgpick
60669 Georgpick è un asteroide della fascia principale. Scoperto nel 2000, presenta un'orbita caratterizzata da un semiasse maggiore pari a 2,2072968 UA e da un'eccentricità di 0,1998700, inclinata di 7,69050° rispetto all'eclittica.